# Широл
Широл (фр. Chirols) насеље је и општина у источној Француској у региону Рона-Алпи, у департману Ардеш која припада префектури Ларжантјер.
По подацима из 2011. године у општини је живело 259 становника, а густина насељености је износила 37,48 становника/km². Општина се простире на површини од 6,91 km². Налази се на средњој надморској висини од 330 метара (максималној 969 m, а минималној 320 m).

## Демографија
| 1962. | 1968. | 1975. | 1982. | 1990. | 1999. | 2011. |
| ----- | ----- | ----- | ----- | ----- | ----- | ----- |
| 316   | 358   | 316   | 273   | 223   | 257   | 259   |

График промене броја становника у току последњих година